# Ultimi quartetti per archi
Con l'espressione ultimi quartetti per archi di Ludwig van Beethoven si indicano gli ultimi cinque quartetti (n. 12-16) della sua produzione e la Grande Fuga per quartetto d'archi op. 133 (nata come movimento finale del quartetto n. 13 ma pubblicata indipendentemente su richiesta dell'editore, di cui esiste anche una trascrizione per pianoforte a quattro mani op. 134):
- Op. 127: Quartetto n. 12 in Mi bemolle maggiore (1825)
- Op. 130: Quartetto n. 13 in Si bemolle maggiore (1825)
- Op. 131: Quartetto n. 14 in Do diesis minore (1826)
- Op. 132: Quartetto n. 15 in La minore (1825)
- Op. 133: Grande fuga in Si bemolle maggiore per quartetto d'archi (1824 e 1825)
- Op. 135: Quartetto n. 16 in Fa maggiore (1826).

## Genesi
Beethoven compose questi quartetti nella sequenza 12, 15, 13, 14, 16. I primi tre quartetti (12, 15 e 13) furono commissionati dal nobile russo, amante della musica e mecenate Nikolai Galitzin, che in una lettera datata 9 novembre 1822 ne propone la realizzazione a Beethoven: “...uno, due o tre nuovi quartetti, per la qual fatica, – precisava Galitzin – sarei felice di pagarle quanto lei considera giusto”. Beethoven, nella sua risposta, accettò e fissò il costo in 50 ducati per ogni quartetto.

## Valutazione
I sei quartetti (contando la Grande fuga) costituiscono le ultime grandi opere di Beethoven, e sono da molti considerate tra le maggiori composizioni musicali di tutti i tempi. Il filosofo e musicologo Theodor Adorno manifestò grande considerazione per questi lavori, come anche fece Igor' Fëdorovič Stravinskij, che a riguardo della Grande fuga commentò: «...il più perfetto miracolo di tutta la musica. Senza essere datata, né storicamente connotata entro i confini stilistici dell'epoca in cui fu composta, anche soltanto nel ritmo, è una composizione più sapiente e più raffinata di qualsiasi musica ideata durante il mio secolo.(...) Musica contemporanea che rimarrà contemporanea per sempre.»